# Frans Persson
Frans Holger Persson (Ystad, Comtat d'Escània, 6 de desembre de 1891 – Estocolm, 7 de gener de 1976) va ser un gimnasta artístic suec que va competir a començaments del segle xx.
El 1920 va prendre part en els Jocs Olímpics d'Anvers, on va guanyar la medalla d'or en el concurs per equips, sistema suec del programa de gimnàstica.